# 알렉산더 커닝엄

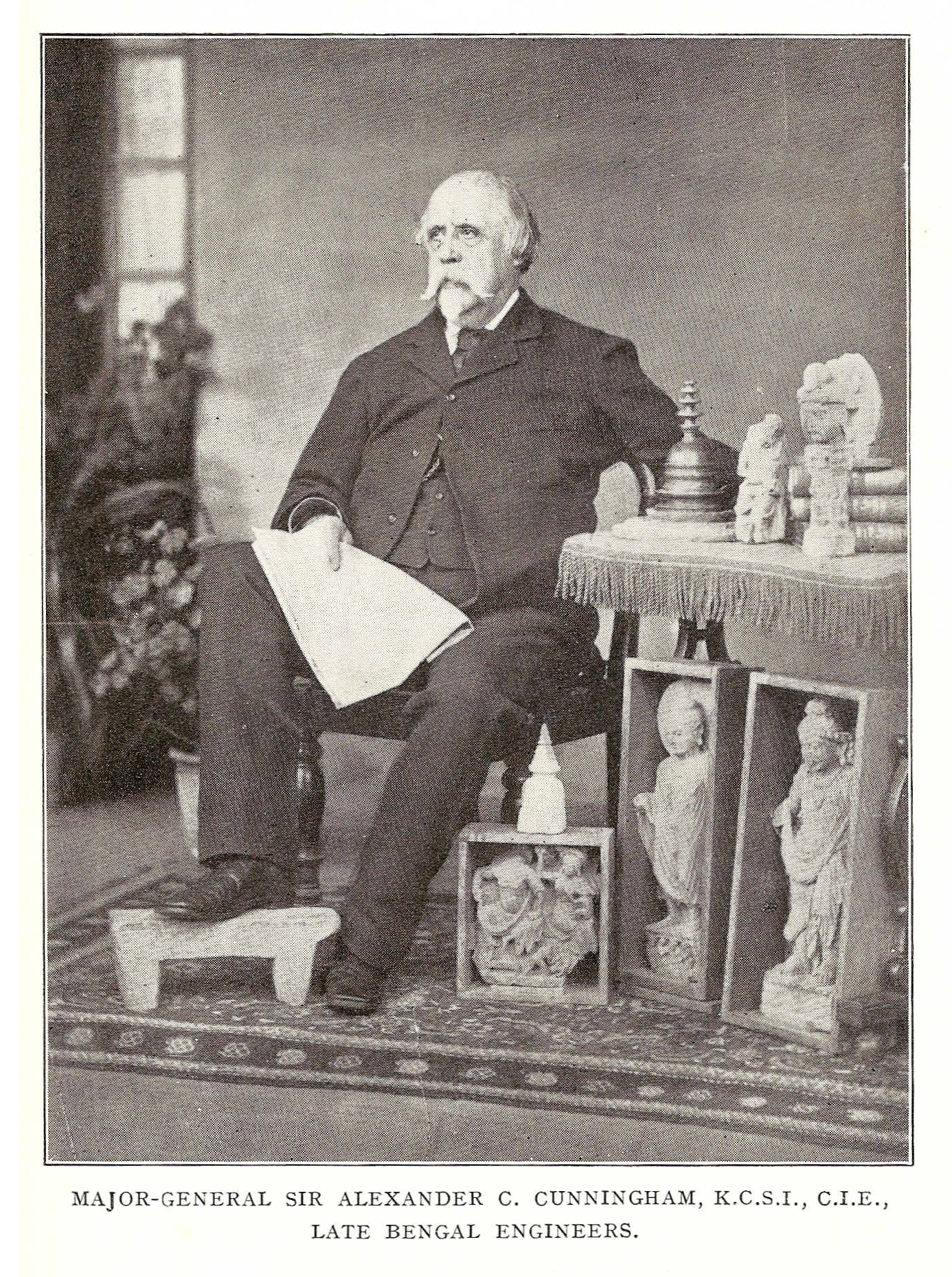

알렉산더 커닝엄 경(Sir Alexander Cunningham, 1814년 ~ 1893년)은 예비역 영국 육군 준장 예편한 영국의 군인·고고학자이다.
군인으로 인도에 근무하며 그곳의 고고학을 연구하였다. 1871년 고고 조사국 장관이 되어 인도의 유적과 유물을 발굴하였다. 저서로 《인도 고대 지리》, 《고대의 인도 화폐》 등이 있다.